# Microdon occidentalis
Microdon occidentalis är en tvåvingeart som beskrevs av Ferguson 1926. Microdon occidentalis ingår i släktet myrblomflugor, och familjen blomflugor. Inga underarter finns listade i Catalogue of Life.